# تپه جشن‌آباد
تپه جشن آباد مربوط به دوران‌های تاریخی پس از اسلام است و در شهرستان درگز، بخش نوخندان، روستای جشن آباد واقع شده و این اثر در تاریخ ۱۰ دی ۱۳۸۱ با شمارهٔ ثبت ۶۷۱۷ به‌عنوان یکی از آثار ملی ایران به ثبت رسیده است.